# Ash Amin
Ash Amin (Kampala, 31 d'octubre de 1955) és un catedràtic de Geografia, director de l'Institute of Advanced Study de la Universitat de Durham (Regne Unit) i autor de Cultura col·lectiva i espai públic urbà (CCCB, 2008). Catedràtic de Geografia i director de l'Institute of Advanced Study de la Universitat de Durham (Regne Unit). És considerat un dels principals experts actuals en els àmbits de la geografia econòmica i el desenvolupament regional europeu. És coeditor fundador de la Review of International Political Economy i membre de l'Acadèmia Mundial de les Arts i les Ciències. Entre els seus llibres més recents destaquen Cities: Re-imagining the Urban (amb Nigel Thrift, Polity Press, 2002) i Cultura col·lectiva i espai públic urbà (CCCB, 2008). El 1998 va ser guardonat amb el premi Edward Heath de la Royal Geographical Society de Londres per la seva contribució a la recerca sobre Europa.